# إلف الرطوبة
إلف الرطوبة (الاسم العلمي: Hygrophila)، وتعرف باسم أعشاب المستنقع، جنس نباتات مُزهرة من فصيلة الأقنثية. تضم حوالي 80 نوعًا إلى 100، والعديد منها نباتات مائية. تنتشر عبر العالم الاستوائي وشبه الاستوائي.